# Engelhard von Murach
Engelhard von Murach († 1436 in Reichenbach) war von 1431 bis 1436 Abt des Klosters Reichenbach.

## Leben
Engelhard von Murach stammte aus dem Familiengeschlecht der von Murach, das von Ministerialen auf der Burg Obermurach abstammte. Engelhard wirkte in der Zeit der Kastler Klosterreform, der er ablehnend gegenüberstand. 1394 wurde er mit großer Mehrheit zum Abt des Klosters Reichenbach gewählt. Er konnte sein Amt jedoch nicht antreten, da der Papst auf die Umsetzung der Reformen drängte. Stattdessen wurde Johann Strolenfelser als Abt eingesetzt. Selbst König Ruprecht war in dieser Angelegenheit aktiv. Nach Abschluss der Reformen wurde Engelhard von Murach 1431 doch noch Abt im Kloster Reichenbach.
Nach der Überlieferung verfasste Abt Engelhard astronomische Schriften und entwickelte eigenhändig astronomische Instrumente.